# Hoisington
Hoisington est une municipalité américaine située dans le comté de Barton au Kansas. Lors du recensement de 2010, sa population est de 2 706 habitants.

## Géographie
Située dans le centre du Kansas, Hoisington est considérée comme la porte d'entrée des Cheyenne Bottoms.
Selon le Bureau du recensement des États-Unis, la municipalité s'étend en 2010 sur une superficie de 1,15 mille carré (2,98 km2).

## Histoire
Une première localité est fondée vers 1880 sous le nom de Buena Vista. Un bureau de poste portant ce nom est ouvert dès 1879.
Hoisington est fondée en 1886 lors de l'arrivée du chemin de fer. Elle est nommée en l'honneur d'Andrew J. Hoisington, journaliste local et l'un des fondateurs de la première banque du bourg. Elle devient une municipalité en 1887. En avril 1887, le bureau de poste de Buena Vista est déplacé et renommé Hoisington,.
Située sur le tracé du Missouri Pacific Railroad, la ville voit sa population exploser au début du XXe siècle,. Hoisington n'est plus desservie par le chemin de fer depuis 1948.

## Patrimoine
Hoisington compte plusieurs monuments inscrits au Registre national des lieux historiques :
- la poste de Hoisington, qui comprend notamment une fresque (Wheat Center) peinte par Dorothea Tomlinson en 1938[8] ;
- le lycée de Hoisington, construit en 1940 par la Federal Works Agency et typique des lieux d'enseignement datant du New Deal[2] ;
- la concession Chevrolet Manweiler-Maupin, construite en 1944 et constituant un rare exemple de concession automobile de style « paquebot » datant d'avant la fin de la Seconde Guerre mondiale[9].

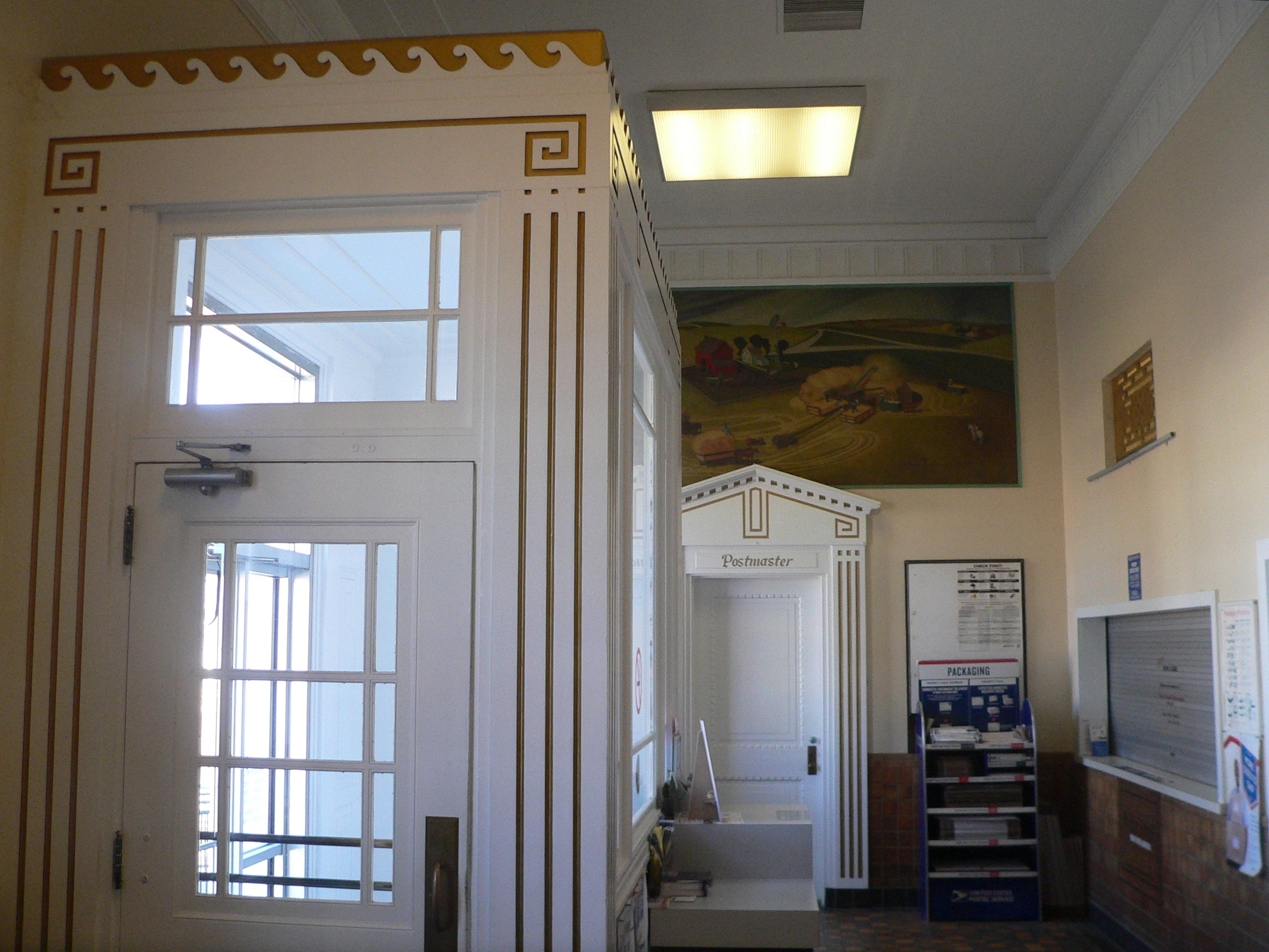
La peinture Wheat Center
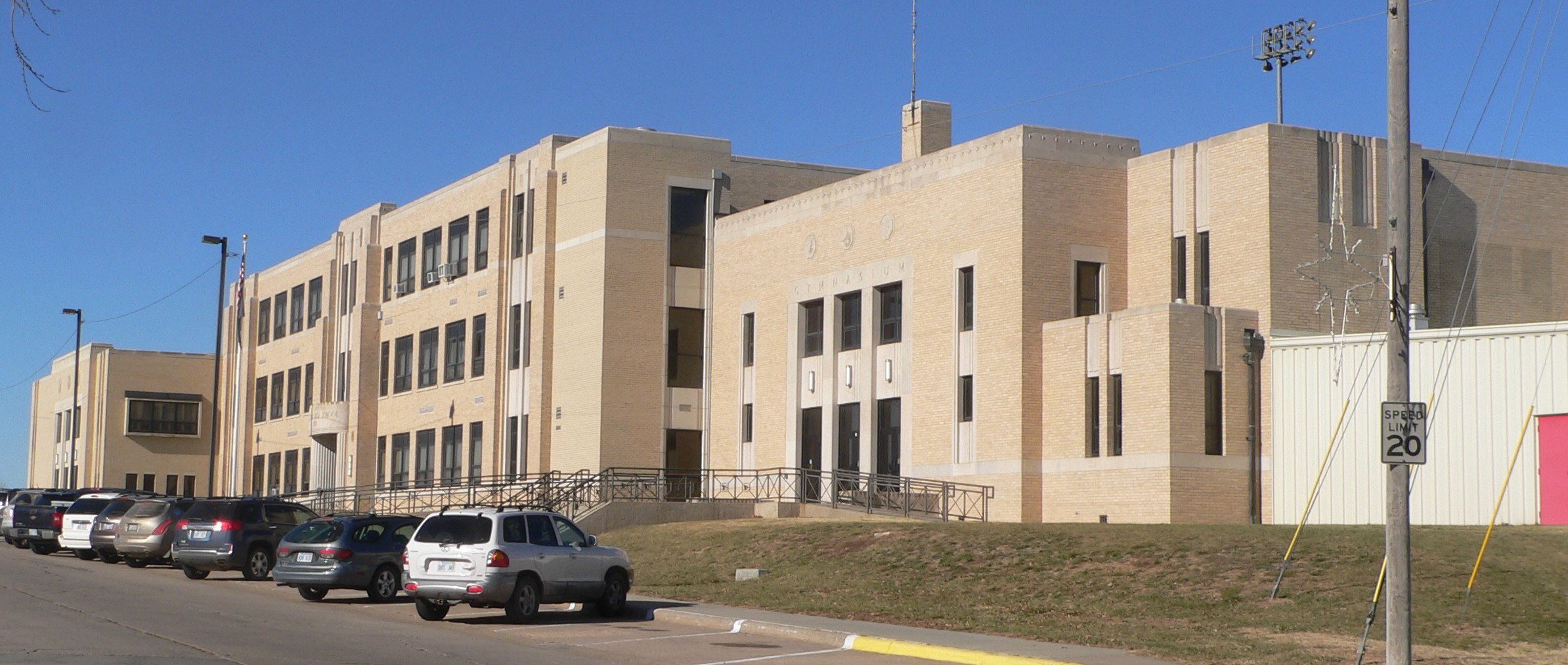
Le lycée
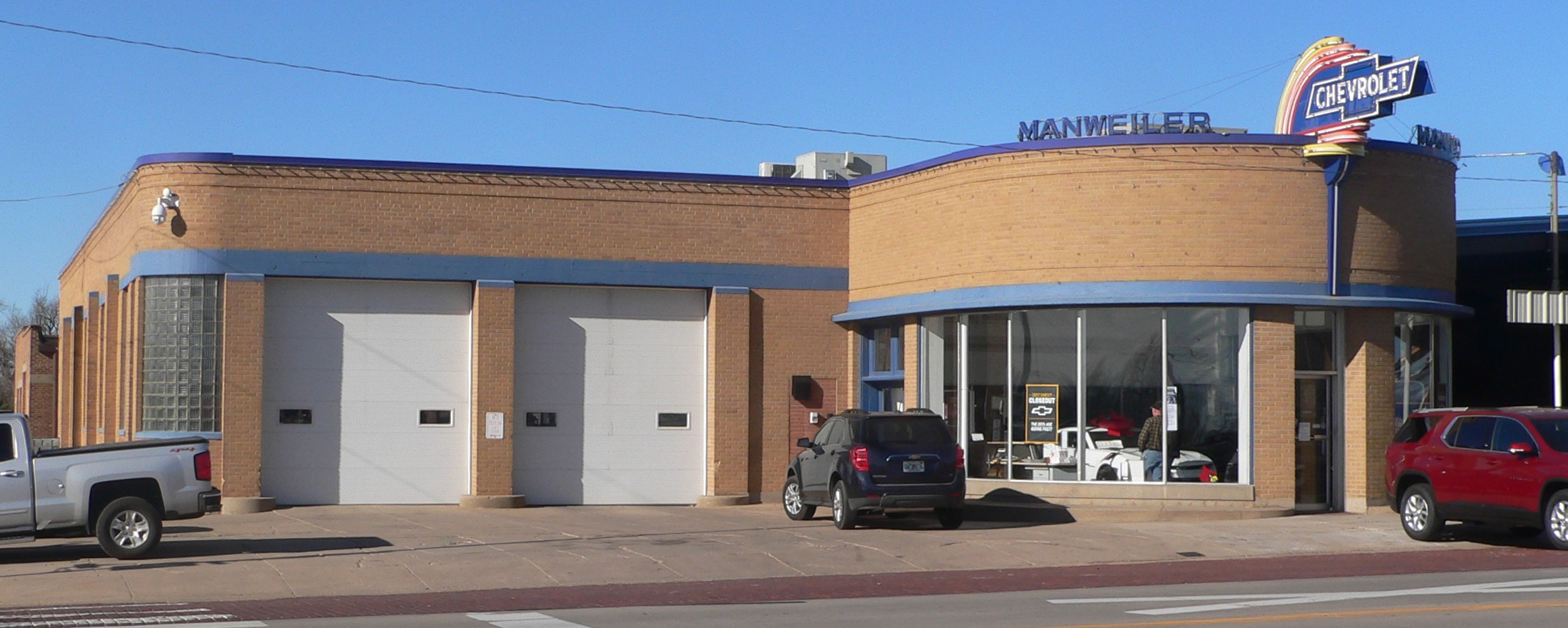
La concession Chevrolet

## Démographie
Selon l'American Community Survey de 2018, la population de Hoisington est plus jeune que la moyenne nationale, avec un âge médian de 33 ans (contre 38 ans). Elle est également moins diverse, la ville est en effet blanche à 90 %, même si elle compte des minorités afro-américaine (4 %) et amérindienne (3 %). Par ailleurs, si 97 % de la population parle l'anglais à la maison, environ 3 % des habitants de Hoisington pratiquent l'espagnol.

## Économie
L'American Community Survey de 2018 recense 321 entreprises à Hoisington. Sur la période 2014-2018, la ville connaît un taux d'emploi de 67 % et un taux de pauvreté de 17 %, avec un revenu médian de 46 818 dollars par foyer. À l'échelle nationale, le taux de pauvreté est de 12 % et le revenu médian par foyer de 60 293 dollars.